# Betti-tétel
A Betti-tétel a szilárdságtan egyik munkatétele, mely rúdszerkezetek igénybevétele esetén alkalmazható. A tétel nevét Enrico Betti olasz matematikus neve után kapta. A Betti-tétel mellett a szilárdságtan másik munkatétele a Castigliano-tétel.

## A tétel kimondása
A Betti-tétel az ún. idegen munkák egyenlőségét mondja ki: W12=W21.
Ez a következőt jelenti: a szerkezetre két különböző - egy 1-es és egy 2-es -, külön-külön egyensúlyi erőrendszert működtetünk, különböző sorrendben felvíve. A már fent lévő 1-es erőrendszer munkát végez akkor, amikor a 2-es erőrendszer hatására a szerkezet további alakváltozást szenved - ez az 1-es erőrendszer munkája a 2-es okozta alakváltozás során(W12). Fordított sorrendben felvíve az erőrendszereket, a 2-es végez munkát az 1-es okozta alakváltozás során(W21).
A tétel szerint a 2-es erőrendszer munkája az 1-es okozta elmozdulásokon ugyanannyi, mint az 1-es erőrendszer munkája a 2-es okozta elmozdulásokon.
A Betti-tétel más megfogalmazásban úgy is kifejezhető, hogy az első erőrendszer után a másodikat is felvive U12 értékkel növeli meg a rendszer belső energiáját. Ha azonban az erőket fordított sorrendben visszük fel, és U21 belső energia-növekmény jön létre, akkor U12 = U21, tehát azonos belső energia növekményhez jutunk.

## A tétel alkalmazása rúdszerkezetekre

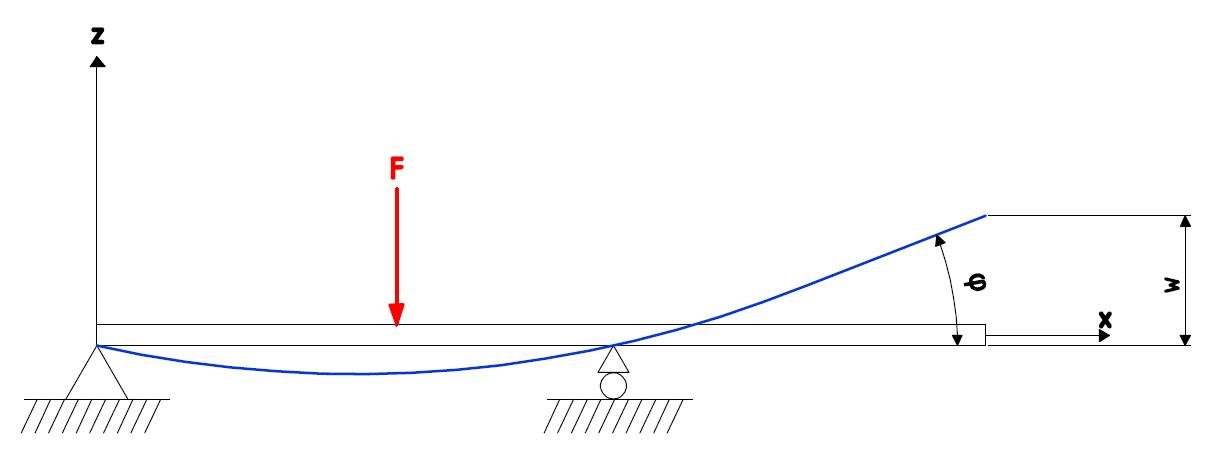
1-es (alap) erőrendszer

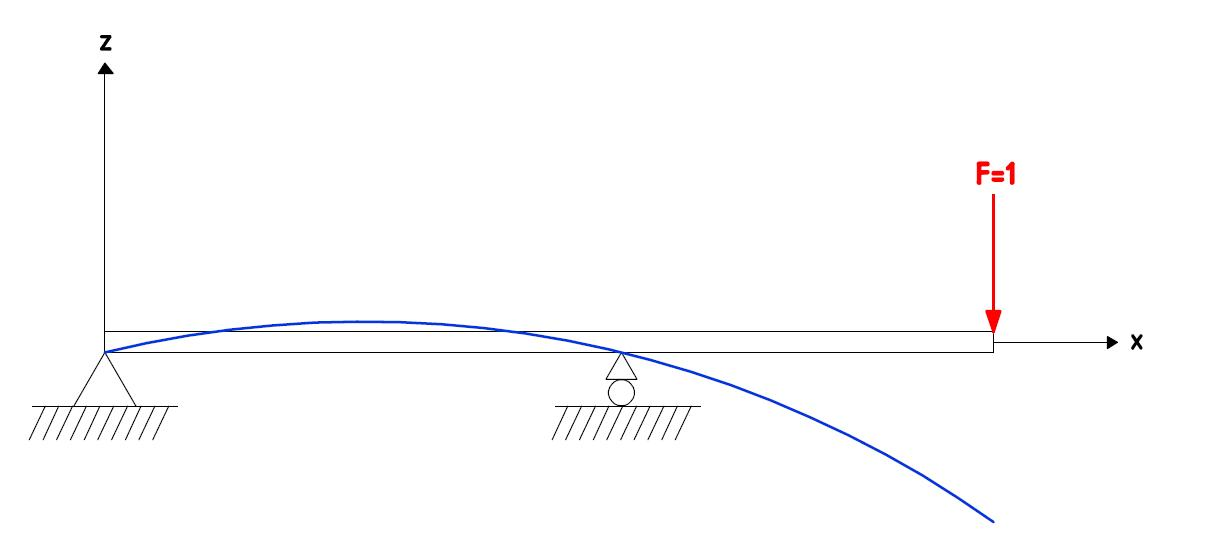
2-es erőrendszer ("kisbetűs" igénybevétel, erővel)

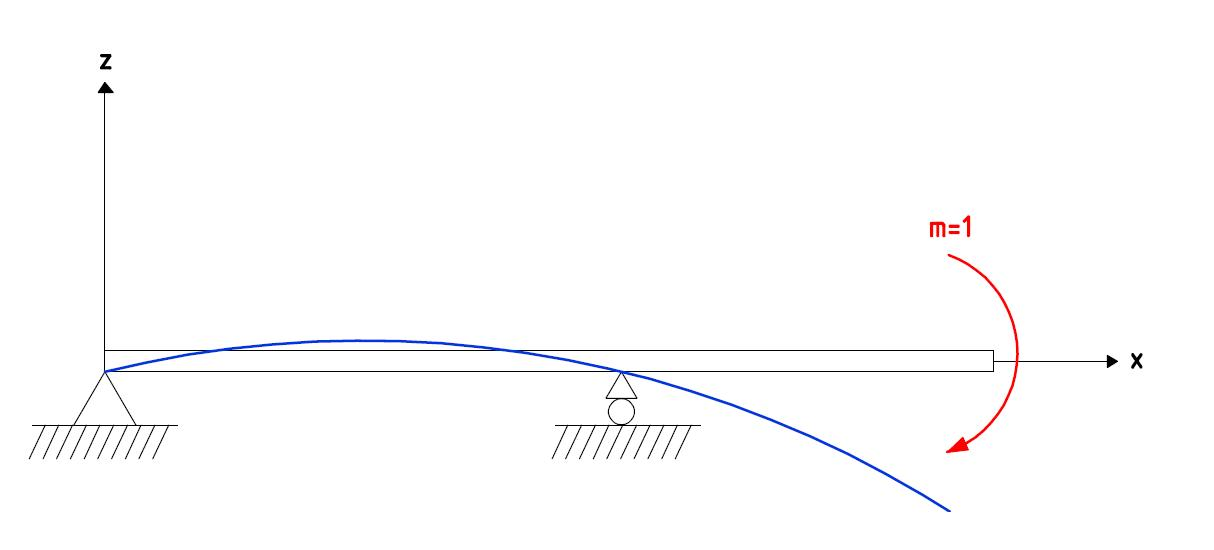
2-es erőrendszer ("kisbetűs" igénybevétel, nyomatékkal)

A Betti-tétel jól alkalmazható, ha egy rúdszerkezet egyik rúdjának adott pontbeli elmozdulását, vagy adott pontbeli szögelfordulását keressük egy adott egyensúlyi erőrendszer hatására. Ekkor úgy járunk el, hogy a vizsgált pontban egy egységnyi erőt (vagy nyomatékot) működtetünk, és ez az erő (vagy nyomaték) és az általa kiváltott reakcióerők együtt alkotják a 2-es erőrendszert. Ezt a 2-es erőrendszert "kisbetűs igénybevétel"-nek is nevezzük. Az, hogy erőt vagy nyomatékot használunk attól függ, hogy a lehajlást vagy a szögelfordulást keressük. Lehajlás esetén erővel, szögelfordulás esetén nyomatékkal számolunk. Így az alakváltozási energia képletét felhasználva:
{\displaystyle (\phi ,w)=\int _{l}^{}{\frac {M_{h}(x)m_{h}(x)}{I_{y}E}}\,dx}
ahol:
- w - a keresztmetszet adott pontbeli lehajlása
- {\displaystyle \phi } - a keresztmetszet adott pontbeli szögelfordulása
- az integrál az adott rúd teljes hosszára vonatkozik
- Mh(x) - az eredeti igénybevételből származó hajlítónyomatéki függvény
- mh(x) - a "kisbetűs" igénybevételből származó hajlítónyomatéki függvény
- Iy - a rúdnak az adott hajlítás tengelyére vonatkozó másodrendű nyomatéka
- E - a rúd anyagának rugalmassági modulusa

Az ábrákon egy egyszerű példa látható: a szerkezet statikailag határozott, és egy koncentrált erő terheli. A kék vonal mutatja a rúd alsó szélső szálának alakváltozás utáni alakját. Az első ábrán van feltüntetve  a keresett elmozdulás és szögelfordulás. A második és harmadik ábra a "kisbetűs" igénybevételeket mutatja. Fontos, hogy ezek csak számítási segédletek, nem valódi igénybevételek, a fenti integrálegyenlettel az első ábrán jelölt eredményeket kapjuk.

## Külső hivatkozások
- BME - Műszaki Mechanika Tanszék